# Atethmia ambusta
Atethmia ambusta là một loài bướm đêm thuộc họ Noctuidae. Nó được tìm thấy ở miền trung và đông nam châu Âu, qua Thổ Nhĩ Kỳ tới Syria.
Sải cánh dài 25–27 mm. Con trưởng thành bay từ tháng 9 đến tháng 11.
Recorded food plants of the larvae include the leaves của Malus và Pyrus species.

## Phụ loài
There are four recognised subspecies:
- Atethmia ambusta ambusta (Europe)
- Atethmia ambusta rubens (Thổ Nhĩ Kỳ)
- Atethmia ambusta syriaca (Syria)
- Atethmia ambusta borjomensis (Kyrghyzstan)